# Villaquilambre
Villaquilambre is een gemeente in de Spaanse provincie León in de regio Castilië en León met een oppervlakte van 52,69 km². Villaquilambre telt 18.583 inwoners (1 januari 2016).

## Demografische ontwikkeling
Bron: INE; 1857-2011: volkstellingen